# WWE Music Group
WWE Music Group (anteriormente conocido como WWE Records, así como SmackDown! Records) es un sello discográfico financiado y operado por la promoción de lucha libre profesional WWE. Es co-comercializada por Columbia Records y distribuida por Sony Music. Se especializa en las canciones de los luchadores de WWE cuando estos hacen sus ingresos en un programa de la misma, un ejemplo es del luchador John Cena con la canción The Time is Now del álbum You Can't See Me.

## Historia
La World Wrestling Federation (WWF) comenzó a producir discos en 1985 con The Wrestling álbum. El álbum contenía la canción "Tierra de las Mil Danzas", grabada por la mayoría del personal de la WWF en ese entonces (entre ellos Roddy Piper, Jesse Ventura, y Randy Savage). Luego de un tiempo, esos luchadores se volverían a encontrar para realizar el video musical de esa canción.
En 1993, fue lanzado el WrestleMania: The Album, pero falló su trazado con Billboard 200. Sin embargo, para el 2002, habría vendido un total de 91.000 copias.